# سلم نجاة

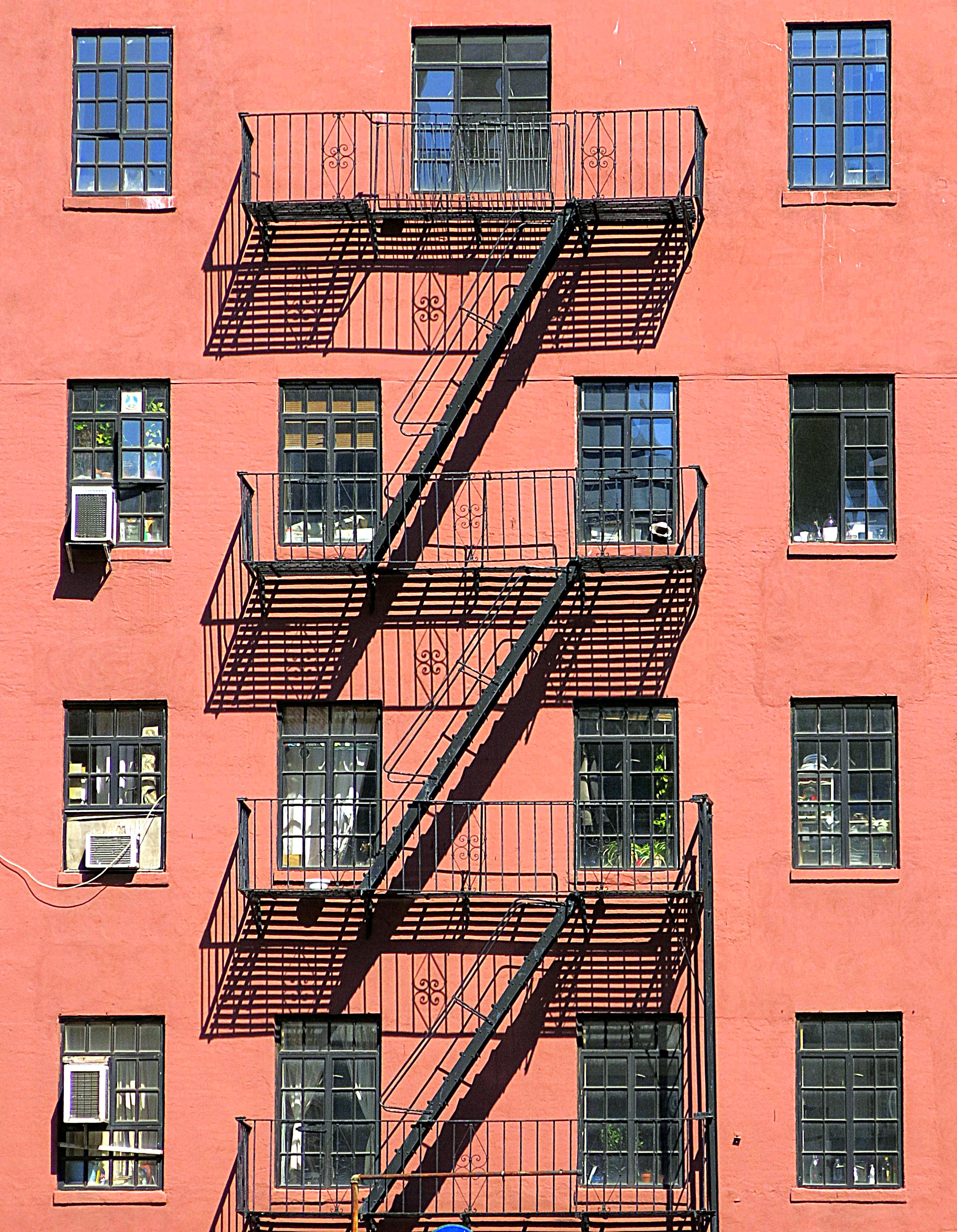
سلم نجاة في قرية غرينتش

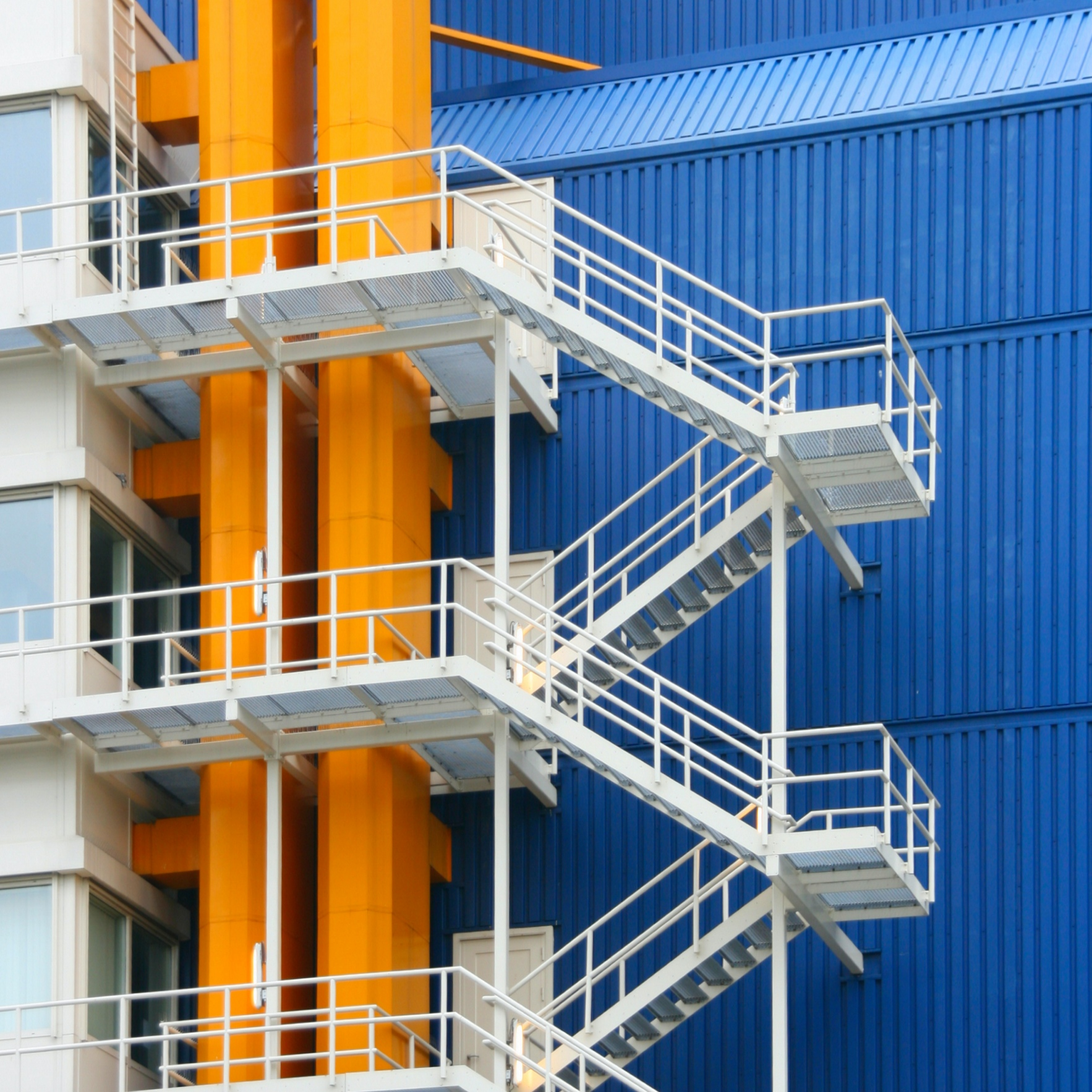
سلم نجاة في مبنى عام في روتردام

سُلم النجاة أو سلم الحريق هو نوع خاص من مخارج الطوارئ، يُثبّت عادةً على السطح الخارجي للمبنى أو بالداخل أحيانًا ولكنه منفصل عن المناطق الرئيسة. يتيح هذا السلم وسيلة هروب في حالة نشوب حريق أو حالة طوارئ أخرى تجعل الأدراج الموجودة داخل المبنى غير قابلة للوصول. غالبًا ما توجد حالات الهروب من الحريق في المباني السكنية متعددة الطوابق مثل الشقق.